# 서울강남경찰서
서울강남경찰서(서울江南警察署, Seoul Gangnam Police Station)는 서울특별시경찰청이 관할하는 경찰서 중 하나이다. 서울수서경찰서와 함께 서울특별시 강남구를 관할한다.
서장은 총경으로 보한다.

## 연혁
- 1976년 12월 20일: 강남경찰서 개서
- 1978년 10월 5일: 강동경찰서 신설, 관할 분리
- 1985년 12월 2일: 서초경찰서 신설, 관할 분리
- 1990년 10월 5일: 송파경찰서 신설, 관할 분리
- 1998년 2월 19일: 수서경찰서 신설, 관할 분리
- 2014년 8월 25일: 청사 재건축에 따라 구 한국감정원빌딩으로 임시 이전
- 2017년 9월 7일: 서울특별시 강남구 테헤란로114길 11 (대치동) 위치로 신축이전

## 조직
| - 112치안종합상황실 - 청문감사관 - 수사심사관 - 경무과 - 경비과 | - 여성청소년과 - 지능범죄수사과 - 경제범죄수사과 - 공공안녕정보외사과 - 정보화장비과 | - 교통과 - 안보과 - 방범과 - 생활안전과 - 형사과 |

## 관할 파출소 및 지구대
서울강남경찰서는 1개 지구대와 7개 파출소를 산하에 두고 있다.
| 명칭         | 사진 | 주소                     | 관할구역                    | 치안센터       |
| ------------ | ---- | ------------------------ | --------------------------- | -------------- |
| 역삼지구대   |      | 언주로108길 20 (역삼동)  | 역삼동 일부                 |                |
| 논현1파출소  |      | 학동로 169 (논현동)      | 논현1동 일부                |                |
| 논현2파출소  |      | 학동로 227 (논현동)      | 논현2동                     |                |
| 삼성1파출소  |      | 영동대로112길 4 (삼성동) | 삼성1동                     | 코엑스치안센터 |
| 삼성2파출소  |      | 선릉로 626 (삼성동)      | 삼성2동                     |                |
| 청담파출소   |      | 학동로95길 19 (청담동)   | 청담동 일부                 | 청담2치안센터  |
| 신사파출소   |      | 도산대로 143 (신사동)    | 논현1동 일부, 압구정동 일부 |                |
| 압구정파출소 |      | 압구정로 311 (압구정동)  | 압구정동 일부, 신사동 일부  | 압구정치안센터 |

## 비판 및 사건사고
돈이 모이는 강남권에서는 1990년대 이래로 경찰과 유흥업소 간 유착이 계속 문제시되어 왔다. 1998년 5월 서울 강남경찰서 내 경찰공무원들이 유흥업소 업주들에게서 매달 일정 금액을 상납받으며 경찰 후임이 오면 상납받는 돈줄을 그대로 인계해오다가 적발되어 강남경찰서장과 서울경찰청 경무과장이 직위 해제됐고, 강남서 간부 4명은 징계위원회 회부, 경찰관 3명은 파면 조치되었다.
2009년에는 안마시술소와 유흥업소 관계자들에게 금품을 상납 받다가 적발되어 논현지구대와 역삼지구대 소속 인원 20여명이 중징계 처분을 받았다. 2011~2012년에는 강남에 룸살롱을 운영하던 통칭 '룸살롱 황제' 이경백에게 뇌물을 받던 경찰관 18명이 구속, 66명이 징계 및 감찰을 받았다.
2010년대 말미에 터진 버닝썬 게이트로 부정부패의 온상지로 국민들에게 단단히 찍혔다.
2019년 치안정책연구소 분석에 따르면 강남경찰서의 징계 경찰관은 강남권을 제외한 전국 평균의 18배에 이르렀다. 이 때문에 유흥 업소와 유착 관계가 드러난 버닝썬 게이트 이후 강남경찰서는 최초로 '특별 인사관리구역'으로 지정, 소속 인력은 최장 5년 내에 30~70%가 교체된다고 경찰청은 밝혔다.
2024년 1월에는 강남경찰서 형사1과 5팀 소속의 전우성 형사가 성폭행 사건으로 물의를 일으켰다. 고발 내용에 따르면, 그는 2023년 12월 15일 강남의 한 유흥주점에서 술에 취한 피해 여성의 몸을 쓰다듬고 호텔로 끌고가서 성폭행을 저질렀다. 나중에 사건을 무마하기 위해 거액의 합의금을 제시한 것도 밝혀졌다. 한편, 성폭행 사건과는 별개로 전우성은 역삼의 클럽과 술집 8군데에서 정기적으로 후원금을 받는 등 유착정황이 있던 것으로 드러났다.

## 같이 보기
- 서울특별시경찰청
- 너희들은 포위됐다